# Círculo de Kreisau
Círculo de Kreisau (em alemão: Kreisauer Kreis) era o nome que a Gestapo deu a um grupo de dissidentes alemães sediados em uma propriedade de Helmuth James Graf von Moltke localizada em uma cidade chamada Kreisau na Silésia (hoje chamada de Krzyżowa, na Polônia). O Kreisauer Kreis é um grupo de rebeldes que lutavam contra a tirania do regime nazista. Eles queriam tomar a Alemanha das mãos dos Nazistas e entregá-la ao povo alemão restaurando assim a democracia no país. É considerado um dos principais centros de oposição alemã ao regime nazista. A dificuldade para todos esses dissidentes era conciliar a lealdade a pátria Alemã com a oposição aos nazistas, uma vez que os nazistas tinham subvertido e manipulado o Estado Alemão de tal forma que os dois estavam quase fundidos.

## Membros do Kreisau Circle
Os principais membros desse grupo foram Helmuth James von Moltke, Peter Yorck Graf von Wartenburg e Adam von Trott zu Solz. Os líderes do Kreisauer Kreis eram descendentes de pessoas muito importantes para a História da Alemanha, que lutaram em batalhas importantes. Helmuth von Moltke era sobrinho-neto do famoso Marechal de Campo Helmuth von Moltke (o Velho), que liderou o exército prussiano-alemão na vitória sobre a França, em 1870. Peter Yorck von Wartenburg era um descendente direto do general prussiano da era napoleônica, que tinha sido vital em organizar uma coalizão para lutar contra o exército de Napoleão em 1813. General Yorck foi recompensado com o título de conde, Graf von Yorck, e teve permissão para acrescentar o sobrenome 'Wartenburg' ao seu nome como uma honra militar.
A maioria dos membros do grupo eram homens conservadores da aristocracia alemã e da nobreza. Mas dentro do Círculo também tinha pessoas do povo alemão e de todas as classes sociais, como padres jesuítas, pastores, conservadores, liberais, monárquicos, latifundiários, ex-dirigentes, diplomatas e líderes de sindicatos. Eles estavam unidos na sua aversão ao nazismo e no seu desejo de conceber uma nova Alemanha, mais humana após Hitler.

## Estrutura e objetivos
O Círculo de Kreisau era constituído por um “círculo interno” com cerca de 20 simpatizantes e coniventes provenientes de diferentes estratos sociais – sendo este um aspeto que destaca o Círculo de Kreisau de outros grupos de resistência anti-nacional-socialistas. Personalidades da burguesia, da nobreza, do movimento dos trabalhadores, do catolicismo e protestantismo trabalhavam juntos neste grupo. 
Os planos de Kreisau para uma reorganização da sociedade iam muito mais além do que uma mera restauração da antiga situação, como por exemplo da República de Weimar ou da Monarquia, como era pretendido pelo Grupo de Goerdeler. Com base na perceção de que a tirania nacional-socialista teria um ponto de culminação na evolução histórica que se afastava do universalismo cristão da Idade Média para chegar a um Estado absoluto secularizado, os “Kreisauers” tinham como objetivo levar a cabo uma reforma mental, social e política, que teria como objetivo colocar o ser humano, como indivíduo, no centro das atenções. Partindo do indivíduo, os Kreisauers queriam criar uma estrutura que permitisse a cada um a sua autodeterminação e a assunção de responsabilidade política. A componente sócio-política dos planos de Kreisau foi bastante influenciada pelo socialismo; no que diz respeito à política externa, tinham como objetivo a integração de toda a Europa. Para Hans Mommsen, o programa de Kreisau era um esboço de um projeto abrangente para o futuro, cuja audácia e rigor interior não foram suplantados por outros projetos políticos de reforma elaborados por outros membros da resistência alemã contra Hitler.

## Os membros mais importantes do Círculo
O Círculo de Kreisau não era uma organização que se pudesse definir de forma bem clara. Os seus membros encontravam-se em grupos pequenos para discutir cada aspeto da aspirada nova ordem. Devido a questões de segurança, muitas das vezes estas células da resistência não se conheciam entre si; só Moltke e Yorck tinham uma visão geral do que se fazia. Para além disso, os membros do círculo mais restrito à volta de ambas as figuras de liderança tinham especialistas conhecidos que os aconselhavam e que, fora disso, não tinham nada a ver com o Círculo de Kreisau. 
A seguir, os Kreisauers mais importantes serão brevemente apresentados para dar a conhecer de onde vinham, a sua socialização e mundividência: 

### Conde Helmuth James von Moltke
A educação de Moltke (1907-1945) foi liberal - os pais eram ambos seguidores da “Christian Science”. Moltke sentiu desde sempre uma forte ligação ao império britânico devido à sua mãe Dorothy, que era filha do antigo juíz supremo da União Sul-Africana, James Rose Innes. Estudou Direito, formando-se em Inglaterra para se tornar advogado. O acentuado interesse por questões sociais fez com que lhe fosse atribuído o apelido de “Conde Vermelho”. Após Hitler tomar o poder, ajudou em Berlim, na sua função de advogado, os perseguidos pelo regime nacional-socialista. Com o início da II Guerra Mundial, foi chamado para o Conselho Administrativo de Guerra, dos serviços de inteligência alemães (Abwehr), onde trabalhou como perito em direito militar e internacional em prol do cumprimento do direito internacional e do tratamento humano dos prisioneiros. 

### Conde Peter Yorck von Wartenburg
Peter Yorck (1904-1944), cuja família, como a de Moltke, tinha no seu seio personagens significativas para o Estado da Prússia, foi educado no espírito cristão e humanista. Estudou Direito, como Moltke, e desenvolveu um forte sentimento de responsabilidade política e civil, com base na sua atitude conservadora. Depois de estar inicialmente aberto ao nacional-socialismo – ao contrário de Moltke nunca se conseguiu identificar com a República de Weimar –, a política de violência e a ilegalidade no Führerstaat (Estado do Führer) tornou-o um inimigo determinado do mesmo. Uma vez que se recusou a aderir à NSDAP, já não foi promovido no Ministério de Economia. Yorck, que participou como Tenente da Reserva no ataque à Polónia, ficou indignado, devido à sua atitude aristocrática, quanto ao comportamento rude das novas classes dirigentes alemãs. Deu uma vez o nome de "Gengiscão alemão” a Hitler. 

### Carl-Dietrich von Trotha
Carl-Dietrich von Trotha (1907-1952) era primo de Moltke e cresceu como ele em Kreisau. Também estudou Direito e adicionalmente Ciências Económicas e trabalhava, como Yorck, no Ministério da Economia. A sua personalidade foi influenciada pelo movimento juvenil e pelo trabalho na área de educação popular juntamente com Eugen Rosenstock-Huessy. No Círculo de Kreisau, trabalhou com Einsiedel no grupo de trabalho relativo à Economia, que se encontrava frequentemente no seu apartamento. Mesmo após o atentado do 20 de julho de 1944, Trotha continuou a não ser descoberto pelas autoridades nacional-socialistas. A partir de 1948, lecionou na Escola Superior Alemã de Ciências Políticas em Berlim, vindo a falecer em 1952 numa estadia nos EUA, devido a um acidente com um barco de recreio, enquanto nadava.

### Horst von Einsiedel
Horst von Einsidel (1905-1947) era filho de um casal de médicos vindo de Dresden. Estudou Direito e Ciência Política e dedicou-se também intensamente à educação popular com Rosenstock-Huessy. Fez várias viagens de estudo, entre outras à Noruega, à Turquia e aos EUA. Einsiedel rejeitou, devido às suas convicções cristãs e socialistas, o nacional-socialismo (teve como professor o socialista religioso Adolf Löwe e foi membro do SPD (Partido Social-Democrata Alemão) desde 1930 e, por isso, exonerado dos serviços de estatística do Império Alemão (Statistisches Reichsamt). No trabalho que desenvolveu mais tarde no Círculo de Kreisau, Einsiedel, que era a favor de uma economia dirigida pelo Estado, esteve à frente de um grupo de trabalho para questões económicas. Conseguiu escapar da onda de detenções após o 20 de julho de 1944 e faleceu em 1947 no Campo Especial nº7 da NKVD (polícia política da URSS) em Sachsenhausen (ex-campo de concentração nacional-socialista).

### Hans Lukaschek
Hans Lukaschek (1885-1960) descendia de uma família católica de Breslau, teve uma mundividência cristã-humanista, sendo amigo de van Husen, que foi introduzido por ele mais tarde no Círculo de Kreisau. Estudou Direito, tornou-se membro da Assembleia Municipal na Alta Silésia e, no mesmo ano, chefiou a Propaganda alemã no contexto do referendo realizado nessa região (cfr. A divisão da Alta Silésia após a Primeira Guerra Mundial) sobre se a população pretendia estar afiliada à Polónia ou à Alemanha. Após a divisão, Lukaschek, político do Centro, trabalhou na comissão mista da Alta Silésia. Na sua função de mais alto funcionário da província prussiana da Alta Silésia, centrou a sua atividade política na proteção das minorias desde 1929. Dedicou-se à sua terra silesiana, que se encontrava perante problemas estruturais consideráveis, devido à divisão após a Primeira Guerra Mundial e ao fluxo de refugiados e a uma economia fragilizada daí resultantes. Rejeitou o nacional-socialismo; após uma tentativa de persuasão por parte de Göring, foi exonerado das suas funções em maio do ano de 1933. No Círculo de Kreisau ocupou-se com questões constitucionais e manteve contacto com a Igreja Católica. Após o atentado do 20 de julho, foi preso e torturado. Foi absolvido pelo tribunal político Volksgerichtshof devido aos maus tratos de que foi alvo. Após 1945, Lukaschek pertenceu aos membros fundadores do partido CDU (União Democrata Cristã) da Turíngia e foi ministro federal para os deslocados entre 1949 e 1953.

### Adam von Trott zu Solz
O diplomata Adam von Trott zu Solz (1909-1944) descendia de uma família que pertencia à nobreza de Hesse. Fez parte dos primeiros inimigos do regime nacional-socialista e comprovadamente apoiou o seu derrube desde 1939. Sintonizando-se estreitamente com Claus Schenk Graf von Stauffenberg, esteve envolvido na tentativa do golpe de estado de 20 de julho. Como funcionário do departamento de informação do Ministério dos Negócios Estrangeiros, Trott teve a possibilidade de viajar para países neutros. Viajou múltiplas vezes para países como a Suíça, a Suécia e a Turquia a fim de divulgar as atividades da resistência alemã e de obter apoio estrangeiro e, ao mesmo tempo, para por à disposição dos Aliados comunicados elaborados por membros da resistência. Adam von Trott participou em numerosos encontros de membros do Círculo de Kreisau em Berlim, assim como na terceira jornada do Círculo em junho de 1943 em Kreisau. Adam von Trott interessou-se principalmente pelos projetos do Círculo de Kreisau no âmbito da política externa; empenhou-se especialmente na criação de uma ordem de paz na Europa. Já em 1939, nos EUA, tinha elaborado um esboço para uma política europeia de grande alcance, redigindo na Suíça, em 1941 e 1943, dois textos em que precisava este assunto.

### Adolf Reichwein
O pedagogo Adolf Reichwein (1898-1944) de Bad Ems juntou-se nos seus tempos de juventude ao movimento de caminheiros Wandervogel-Bewegung. Após terminar o ensino médio /ensino secundário em 1916, alistou-se como voluntário de guerra. Foi colocado na frente ocidental, onde foi ferido na batalha dos tanques em Cambrai em 1917. Como republicano e socialista, saudou a revolução de 1918. Durante os seus estudos em História, Economia e Filosofia, entrou em contacto com a doutrina neokantiana e foi, entre outros, influenciado por Scheler, Natorp e Wolters. Além disso, esteve em contacto com o Círculo de George (George-Kreis). Reichwein publicou artigos na revista socialista Sozialistische Monatshefte, ocupava-se com o comunismo e a religião e defendeu a superação das barreiras de classe. Ele próprio considerava-se parte da corrente de ideias ligada ao socialismo religioso. Nos finais da década de 1920, viajou pelos EUA, Japão e China. Após o seu retorno em 1928, tornou-se assessor e pessoa de confiança do ministro da Cultura da Prússia, Carl Heinrich Becker; durante esta atividade, empenhou-se numa associação que visava melhorar as condições de vida das pessoas na cidade de Löwenberg (Löwenberger Arbeitsgemeinschaft), onde conheceu muitas pessoas que se tornaram membros dos Kreisauers mais tarde. Reichwein aderiu ao SPD (Partido Social-Democrata Alemão) e aceitou uma cátedra em Halle. Depois da nomeação de Hitler para chanceler do império alemão, teve de renunciar ao seu posto, tornando-se professor numa simples escola em Tiefensee. Para o Círculo de Kreisau, estabeleceu os contactos com Mierendorff e Haubach. Após primeiros contactos com grupos de resistência comunistas foi detido em 1944 e pouco depois condenado e executado. 

### Carlo Mierendorff
Uma influência decisiva nas atividades dos Kreisauers teve Mierendorff (1897-1943) de Großenhain, dirigente operário. Tinha participado na Primeira Guerra Mundial, fora distinguido pessoalmente pelo Imperador Guilherme II e estudara Filosofia e Economia de 1918 até 1922. Já durante a Guerra trabalhara como jornalista, sendo membro do SPD desde 1920. Mierendorff foi um dos adversários mais ferozes do nacional-socialismo e um agitador competente. Reconheceu cedo o efeito psicológico dos símbolos de identificação e dos meios de comunicação de massas. Do ponto de vista retórico e na escolha dos meios, Mierendorff estava ao mesmo nível de Goebbels (chefe de Propaganda da NSDAP), confrontando-o no Reichstag com as palavras “Permaneça no local Sr. Goebbels, se tiver coragem de enfrentar um soldado que combateu na linha da frente!”. Não menos importante, devido à publicação dos documentos de Boxheim, ele veio a tornar-se alvo do ódio dos nacional-socialistas, que o colocaram em “custódia protetora” (Schutzhaft) diretamente após a tomada do poder. Passou os anos de 1933 a 1938 nos campos de concentração de Osthofen, Börgermoor, Buchenwald e Lichtenburg. Após a libertação, não lhe foi permitido viver com o seu verdadeiro nome e teve de trabalhar numa fábrica da SS. Apesar disso, conseguiu reativar contactos anteriores. Por intermédio de Reichwein, entrou no Círculo de Kreisau, onde desenvolveu uma relação pessoal com Moltke. O falecimento de Mierendorff num bombardeamento a Leipzig em 1943 foi para o trabalho do Círculo um revés muito grave. 

### Theodor Haubach
Um amigo próximo de Mierendorff foi Theodor Haubach (1896-1945), proveniente da cidade de Darmstadt. Foi um soldado altamente condecorado na Primeira Grande Guerra e apoiante da social-democracia. Estudou Filosofia e fez o doutoramento /doutorado sob a orientação de Karl Jaspers. Foi um orador talentoso, embora menos impulsivo do que o seu amigo Mierendorff. Desde 1927 foi deputado no parlamento de Hamburgo. Como Julius Leber, dedicou-se, desde a sua fundação, ao periódico Reichsbanner Schwarz-Rot-Gold. A partir de 1930, trabalhou como assessor de imprensa no governo da Prússia, apoiando ao mesmo tempo o periódico Neue Blätter für den Sozialismus, um órgão do socialismo religioso em torno de Paul Tillich. Logo após a subida ao poder dos nacional-socialistas esteve detido por um curto espaço de tempo, vindo mais tarde a ser preso  no campo de concentração de Esterwegen de 1934 a 1936. Após o 20 de julho de 1944, Haubach foi novamente detido, condenado à morte pelo juiz Roland Freisler e executado a 23 de janeiro de 1945.

### Augustin Rösch
O padre Augustin Rösch (1893-1961) foi, desde 1935, Provincial Jesuíta da Alta Alemanha. Gerstenmaier chamou-lhe o homem mais forte do catolicismo alemão. Interveio constantemente junto da Gestapo para defender os irmãos da ordem perseguidos e exigir o cumprimento dos direitos eclesiásticos (cfr. Reichskonkordat - Concordata do Reich). No Círculo de Kreisau, Rösch permaneceu em contacto com a oposição católica e foi determinante na elaboração de temas religiosos e culturais. Após o 20 de julho de 1944, foi detido e torturado, mas libertado pelo Exército Vermelho pouco antes da conquista der Berlim. Depois da guerra foi diretor da Cáritas na Baviera. 

### Alfred Delp
Um dos cérebros mais influentes foi o padre jesuíta Alfred Delp (1907-1945), introduzido no Círculo de Kreisau por Rösch como representante do catolicismo. Cresceu numa família de confessionalidade mista (católica e protestante), mas juntou-se à Ordem dos Jesuítas para fugir às limitações familiares e sociais, e para colocar, de forma consciente, a sua vida ao serviço do próximo. Delp entrou em contacto com o Existencialismo durante os seus estudos superiores (Filosofia e Teologia) e escreveu um livro sobre Heidegger. Trabalhou mais tarde como redator para o prestigioso jornal católico Stimmen der Zeit. Após a proibição deste, tornou-se pároco em 1941 em München-Bogenhausen para não ter de fazer o serviço militar. Delp participou ativamente no Círculo de Kreisau - em pequenas reuniões e também nos 3 grandes encontros do grupo. Após o 20 de julho foi preso, condenado à morte e executado a 2 de fevereiro de 1945.

### Lothar König
Quando Rösch se juntou ao Círculo de Kreisau, trouxe consigo o seu secretário e procurador Lothar König (1906-1946). Este provinha de Stuttgart, tendo participado ativamente na sua juventude no grupo juvenil Neudeutschland. Estudou Filosofia e Ciências Naturais, mais tarde deu aulas de Cosmologia em Pullach. Durante a luta do regime nacional-socialista contra a Igreja (Kirchenkampf), dedicou-se à defesa da sua Ordem; conseguiu, por exemplo, proteger a Escola Superior da Ordem de Pullach de ser apoderada pela Gestapo. No Círculo de Kreisau, funcionou essencialmente como mensageiro e agente de ligação com vários Bispos. Após o 20 de julho de 1944, era suposto ser preso, mas conseguiu fugir no último momento. Enquanto se escondia, adoeceu gravemente; como se encontrava na clandestinidade, não conseguiu obter os cuidados médicos necessários, vindo a morrer na consequência disso em 1946. 

## Categorização
De acordo com as biografias apresentadas, os membros do Círculo de Kreisau podem ser categorizados aproximadamente da seguinte forma:
O grupo dos nobres: Moltke, Yorck, Haeften, Trott, Einsiedel, (Gablentz).
O grupo socialista: Reichwein, Mierendorff, Leber, Haubach
O grupo protestante: Poelchau, Gerstenmaier, Steltzer
O grupo católico: Delp, Rösch, König, Lukaschek, van Husen, Peters
Trata-se apenas de uma categorização muito vaga. Enquanto o grupo católico ainda representa o grupo ideologicamente mais definível, a coesão que implica a qualificação "nobreza" é apenas muito frouxa. A grande maioria dos Kreisauers, por exemplo, era cristã protestante, enquanto alguns nobres como Einsiedel estavam próximos do SPD (Partido Social-Democrata Alemão). A "formação do grupo", como está retratada acima, é, contudo, adequada para ilustrar o facto de estarem unidos no Círculo de Kreisau diferentes estratos sociais que em parte até se opunham.

## História
O Círculo de Kreisau formou-se no início dos anos 40 do século XX quando Moltke e Yorck, ambos membros de grupos com ideias oposicionistas, se uniram para trabalhar em conjunto. Ambos se conheciam – ambas as famílias vinham da Baixa Silésia e a irmã de Yorck, Davida Yorck von Wartenburg, tratada por “Davy”, era casada com o primo de Moltke, Hans-Adolf von Moltke, o embaixador alemão na Polónia –, mas não havia contacto próximo. A partir do momento em que Moltke e Yorck começaram a trabalhar em conjunto, foram adicionadas sistematicamente ao grupo outras pessoas de confiança. Estas foram divididas, segundo as suas áreas de estudo e de conhecimento, em grupos de trabalho com o fim de elaborar planos para a nova ordem. Na herdade de Moltke, estes trabalhos preliminares, que incluíram os planos do Círculo, foram reunidos em 3 grandes encontros e fixados por escrito na forma de declarações de princípios. Destes documentos só foram feitas poucas cópias; Moltke deu à sua esposa os seus exemplares para guardar em Kreisau. Em janeiro de 1944, Moltke foi detido pela Gestapo por ter avisado um amigo antecipadamente em relação à sua detenção. A detenção do próprio Moltke não teve então nada a ver com o trabalho do Círculo de Kreisau. Mas, de facto, o Círculo viria a dispersar-se devido a esta detenção e não devido ao trabalho desenvolvido pelo grupo.  

## História anterior
Como já se mencionou antes, tanto Moltke como Yorck pertenciam a círculos da oposição antes de trabalhar em conjunto no Círculo de Kreisau. O historiador holandês Ger van Roon distingue entre um grupo sócio-economicamente interessado em torno de Moltke e um grupo interessado por questões administrativas em torno de Yorck.
Após 1933, Moltke frequentou de forma esporádica o grupo chamado Círculo de Schiffer (Schifferkreis), no qual pessoas pertencentes à burguesia se reuniam para discutir com o ex-ministro da Justiça Eugen Schiffer. Além disso, manteve contacto com vários amigos dos tempos da “Löwenberger Arbeitsgemeinschaft”, uma associação que visava melhorar as condições de vida das pessoas na cidade de Löwenberg, que será abordada mais tarde. Neste âmbito, devem ser mencionados Carl-Dietrich von Trotha e Horst von Einsiedel. 
Durante a Crise dos Sudetas, Moltke estabeleceu contacto próximo com o ex-presidente do município da Silésia, Hans Lukaschek, que já conhecia dos tempos da “Löwenberger Arbeitsgemeinschaft”. Juntamente com Lukaschek, discutiu a situação política da época, mais precisamente os planos de guerra de Hitler contra a Checoslováquia e - para reagir a tal - os planos para um golpe de Estado elaborados por Beck, Halder e Goerdeler. Após o perigo imediato ter sido eliminado pela política de apaziguamento britânica - firmada pelo Acordo de Munique (Münchner Konferenz) -, as considerações da oposição tinham-se tornado obsoletas.
Em 1939, juntaram-se ao grupo de Moltke, Carlo Mierendorff e Theodor Haubach por intermédio de Einsiedel, Otto Heinrich von der Gablentz e Adolf Reichwein. Por intermédio do advogado Eduard Waetjen, foram estabelecidos contactos com Karl Blessing e Ernst von Siemens. Assim pertenciam ao grupo de Moltke representantes de empregadores, trabalhadores e administração pública.
O grupo de Yorck, denominado “Grafengruppe” (O grupo dos Condes) devido aos seus membros, constituiu-se em 1938, pouco depois dos pogroms organizados contra os judeus. Entre os membros encontravam-se Fritz von der Schulenburg, que mais tarde também pertenceu a um mais abrangente Círculo de Kreisau, Nikolaus Graf Uexküll, colaborador do comissário imperial responsável pelos assuntos relacionados com os preços (Reichspreiskommissar), o industrial Caesar von Hofacker, o diplomata Albrecht von Kessel e outros. Os participantes, que se reuniram na sua maioria no apartamento de Yorck, no bairro residencial de Lichterfelde-West em Berlim, discutiram principalmente problemas constitucionais. Yorck também manteve uma série de outros contactos, tanto no seu emprego como através da família, por exemplo com Hermann Abs, Günter Schmölders e o Círculo de Friburgo (Freiburger Kreis). Sob a impressão causada pela crise dos Sudetas e da "subjugação do resto da Checoslováquia", o sentimento de oposição no grupo de Yorck também se tornou mais forte, levando à percepção de que era necessária uma mudança política.

## Formação do Círculo de Kreisau
No início de 1940, o contacto entre Yorck e Moltke consolidou-se. A 4 de junho de 1940, ambos se encontraram com Schulenburg na casa da família Yorck. Após o encontro, deram início a uma correspondência, na qual ambos esclareceram os seus pontos de vista e resolveram trabalhar em conjunto. O início desta correspondência foi marcado pela vitória alemã em França, quando a Alemanha nacional-socialista tinha quase atingido o zénite do seu poder. Não se deixando intimidar com isto, Moltke estava convencido de que o sucesso militar e a expansão do Reich alemão só podiam levar a uma utilização excessiva dos recursos e, portanto, a um colapso mais rápido do regime: 
Por isso, iniciou a correspondência com as seguintes palavras: 
“[...] então, é de esperar um triunfo do Mal, e embora tivéssemos estado equipados para enfrentar todo o sofrimento e infortúnio, estamos, em vez disso, prestes a ter de caminhar por um pântano muito pior de felicidade externa, bem-estar e prosperidade; por isso é mais importante do que nunca esclarecer os fundamentos de uma doutrina positiva do Estado"
Ambos estavam de acordo quanto ao motivo da derrota francesa, mas Yorck avaliava o resultado de maneira diferente:   
"[...] encontrei por parte dos europeus a disponibilidade de aceitar a situação perante os factos consumados [...]. Mesmo quando - como eu espero - nós vivenciemos a conclusão patética de uma época, é necessário ter em conta os gérmenes que vão brotar das ruínas.”
Como já se depreende nesta carta de Moltke, os dois ocupam-se, na sua correspondência, que foi complementada por várias reuniões, com o direito constitucional, a relação do Estado com o indivíduo e a relação do Estado com a religião. Moltke resumiu o tema básico da seguinte forma: "Qual é a manifestação da Justiça no Estado?"
Moltke escreveu, no mesmo dia em que escreveu a primeira carta a Yorck, também uma carta a Einsiedel, na qual se referiu a temas sobre os quais ambos discutiram no círculo económico. Juntamente com a carta, Moltke anexou a questão a discutir com Yorck: “Como deve manifestar-se a Justiça na Economia?”
Com esta troca de correspondência, Moltke avaliou as possibilidades de juntar ambos os grupos numa base comum. O resultado foi uma primeira reunião em agosto de 1940 em Kreisau, que pode ser considerada o ponto focal do Círculo de Kreisau. Moltke, Yorck, Einsiedel e Wartjen discutiram questões relacionadas com a Educação, o fracasso dos professores face à influência nacional-socialista e a forma como a Educação deve ser organizada após Hitler. Passado esse fim-de-semana, Yorck e Moltke continuaram a trocar ideias. Moltke preocupou-se principalmente com várias teorias filosóficas, sendo o seu acervo literário composto por obras de Kant, Voltaire, Spinoza, Freiherr vom Stein, entre outros, - especialmente o “tractatus theologico-politicus” de Spinoza exerceu uma grande influência nele. A troca de ideias com os seus amigos e vários estudos levaram a que Moltke escrevesse em 20 de outubro de 1940 o memorando “Über die Grundlagen der Staatslehre” (“Sobre os princípios básicos da Doutrina do Estado”). O conteúdo deste documento em relação aos planos do Círculo de Kreisau será abordado mais detalhadamente neste capítulo. Sem embargo, torna-se necessário referir que Moltke não se preocupava apenas com formas práticas de organização estatal, mas especialmente também com uma organização administrativa baseada no bem-estar do indivíduo:
“Em primeiro lugar é preciso entender o que compõe o Estado, do que este vive e qual a diferença entre um Estado e uma grande quadrilha organizada. […] Daí que a questão da organização só se deva colocar quando se está ciente do seu conteúdo […]”
Moltke discutiu o assunto deste documento com Yorck, que defendia outras opiniões. Mas ambos conseguiram chegar a um acordo em relação aos pontos relevantes, de modo que Moltke viria a escrever em meados de novembro de 1940 a seguinte carta: 
“Observando estes 3 pontos, não consigo ver uma diferença objetiva entre nós os dois.”

## O trabalho do Círculo até à primeira reunião
Após o encontro entre Moltke e Yorck, os amigos de ambos foram incluídos nos debates. No início de 1941 ocorreram várias sessões de debate, das quais uma se efetuou com Abs a 8 de janeiro e uma com Albrecht Haushofer a 3 de fevereiro, segundo as cartas de Moltke. Durante 1941, o objetivo foi ganhar para o grupo pessoas de confiança que quisessem dedicar-se – de forma vinculativa - à ideia de uma nova ordem sistemática e de desenvolver projetos sustentáveis. Após 1940, Stelzer e Christiansen-Weniger juntaram-se ao Círculo. No início de 1941, Molkte entrou em contacto com Hans Bernd von Haeften e Adam von Trott zu Solz, que trabalhavam no Ministério de Negócios Estrangeiros. Trott conhecia Moltke dos tempos de Inglaterra e Hans Peters - um especialista em direito constitucional chamado para o comando da Força Aérea em Berlim - que manteve contacto com Molkte, sendo este já do seu conhecimento dos tempos de Breslau. 
Em outubro ocorreu de novo uma reunião na herdade “Groß-Behnitz”, que pertencia a Ernst von Borsig. O contacto com Borsig foi estabelecido por Yorck. Para além destes dois, participaram no grupo também Trott e um amigo em comum de Yorck e Moltke, chamado Wussow. O hábito de receber pessoas nas grandes herdades serviu como disfarce para esta e para futuras reuniões em Groß-Behnitz, Kreisau e Klein-Oels. No fim de novembro, Moltke escreveu à sua mulher, contando que os trabalhos tinham avançado e que se podia fixar os projetos por escrito, para dar um exemplar a cada círculo de trabalho, a fim de serem discutidos em cada um deles. 
Relevante foi também o contacto com as Igrejas (Católica e Evangélica), que se estabeleceu no fim de 1941. Em setembro, Moltke visitou o bispo católico Preysing de Berlim, que na sua carta pastoral tinha confrontado de forma crítica os desenvolvimentos na Alemanha nacional-socialista. Sob a impressão causada pelos sermões de Galen contra a eutanásia, Preysing e Moltke conseguiram encontrar uma base de conversa comum, o que levou a visitas regulares a este bispo. Karl Ludwig Freiherr von und zu Guttenberg trouxe para o Círculo de Kreisau Augustin Rösch, Provincial da Ordem dos Jesuítas. Em novembro concordou-se em trabalhar com ele. Por outro lado, Rösch estava em contacto com o Cardeal Faulhaber, o Arcebispo de Munique. O Círculo de Kreisau só entrou em contacto com os bispos evangélicos no verão de 1942. No entanto só o pastor penitenciário Harald Poelchau se juntou ao Círculo a partir de Haeften em 1941. 

## As três reuniões de Kreisau
O nome do Círculo provém da cidade de Kreisau na Silésia (situada hoje na atual Polónia). Aqui ocorreram as três grandes reuniões. 
A primeira reunião ocorreu por altura do Pentecostes em 1942, de 22 a 25 de maio. Os participantes – Moltke e Yorck e suas esposas, Irene von Yorck, Peters, Poelchau, Rösch, Stelzer, Lukaschek e Reichwein – encontraram-se na “Berghaus”, uma habitação isolada, na qual habitava a família Moltke após ter abandonado o palácio de Kreisau devido a dificuldades económicas. Os participantes iniciaram a reunião com palestras que cada um tinha preparado, seguidas por um debate. Moltke deu uma palestra sobre a reforma do ensino superior, incluindo uma declaração escrita de Reichwein sobre questões ligadas à educação escolar. Stelzer falou sobre a posição evangélica no que diz respeito à relação entre a Igreja e o Estado e Rösch falou sobre as posições correspondentes da Igreja Católica. Peters complementou esta sessão de palestras com questões relativas à Concordata e à Cultura. 
Enquanto este primeiro fim-de-semana, que decorreu de forma relativamente tranquila e com muito tempo livre, a segunda reunião, que se realizou de 16 a 18 de outubro de 1942, esteve sobrecarregada com muitos temas a serem discutidos. Originalmente estavam planeados dois grandes grupos de debate no outono de 1942, uma no final de setembro em Klein-Oels e uma no final de outubro em Kreisau. Já que parecia perigoso organizar duas reuniões num espaço de tempo tão curto e como os trabalhos preparativos estavam muito atrasados, estas duas reuniões realizaram-se apenas numa data. Participaram nesta reunião os casais Moltke e Yorck, Irene, a irmã de Yorck, Einsiedel, Haubach, Gerstenmaier, Steltzer, Peters, Delp e Hermann Maaß. Este último, enviado por Wilhelm Leuschner, estava um pouco reticente no que diz respeito aos planos dos Kreisauers, daí que em geral não seja considerado membro do Círculo. Os temas da segunda reunião foram a elaboração de uma Constituição, sobre a qual Moltke e Stelzer se pronunciaram e a ordem económica, sobre a qual Einsidel fez uma apresentação. No debate que se seguiu, foram discutidas, em especial, a estrutura federal do Estado e o reforço da autonomia administrativa. O facto de os planos federalistas prescindirem de uma organização sindical centralizada provocou a rejeição de Maaß, o representante de Leuschner. Devido à intensidade dos debates sobre este tema, apenas foi possível discutir a “Introdução” a uma ordem económica.
Em fevereiro de 1943, o Sexto Exército tinha capitulado em Estalinegrado, a batalha de Moscovo tinha sido perdida em dezembro de 1941 e, no sul da União Soviética, em março de 1943, a Wehrmacht (Forcas Armadas da Alemanha nacional-socialista) tinha recuado da linha Don/Volga para a região da bacia do rio Donez. Era óbvio que o império alemão não iria conseguir obter uma vitória. Além disso, os crimes cometidos pela Wehrmacht e pela SS ficaram a ser conhecidos pelos Kreisauers, pois muitos estavam a trabalhar para a administração governamental ou para a Wehrmacht. Perante este cenário, a terceira reunião ocorreu em Kreisau – novamente por altura dos feriados de Pentecostes – de 12 a 14 de junho de 1943. Reuniram-se os casais Moltke e Yorck, a irmã de Yorck, Trott, Einsiedel, Reichwein, Gerstenmaier, van Husen e Delp. Na agenda estava o prosseguimento da discussão em relação à ordem económica, a política externa e a “punição dos abusadores do império”, o que significava a perseguição judicial dos criminosos de guerra nacional-socialistas. Trott deu uma palestra sobre a política externa, os temas 'ordem jurídica' e 'perseguição judicial dos criminosos de guerra' foram preparados por van Husen. 
Os resultados conseguidos nas reuniões foram fixados por escrito em várias declarações de princípios. A 9 de agosto de 1943 redigiram-se “os princípios para a nova ordem”, nos quais foram apresentadas as grandes linhas do programa do Círculo de Kreisau. Em um outro documento, denominado “Primeira instrução aos administradores provinciais” (9 de agosto de 1943) – considerando a possibilidade que o país inteiro ou partes deste seriam ocupados por tropas aliadas – foram definidas as primeiras medidas organizacionais a implementar após a queda do regime. Planos para a “punição dos depravadores do império” são datados de 14 de julho e 24 de julho de 1943. 

## Dissolução do Círculo
Em janeiro de 1944, Moltke foi preso pela Gestapo por ter avisado o seu amigo Otto Carl Kiep antes de este ser preso. Na altura, o trabalho feito pelo Círculo ainda não era conhecido e Moltke passou o tempo sob custódia sem grandes atribulações em relação à prática usual nacional-socialista nas prisões. Embora os Kreisauers conseguissem manter o contacto com Moltke – a libertação não conseguiu realizar-se -, o Círculo de Kreisau reduziu-se a um pequeno núcleo, no entanto o trabalho conjunto não foi interrompido. Na liderança dupla Moltke/Yorck, Yorck era a força integradora, enquanto Helmuth James von Moltke era a força impulsionadora, que agora fazia falta. Leber tornou-se então predominante em relação a Moltke. Alguns Kreisauers juntaram-se ao grupo de Stauffenberg, com o qual já se tinha estabelecido contacto. O motivo decisivo para isto foi a detenção de Leber e Reichwein no início de julho de 1944 - denunciados por um informante quando tentaram entrar em contacto com grupos comunistas da resistência. Especialmente Yorck e Haubach estabeleceram laços mais estreitos com Stauffenberg, defendendo a necessidade de se derrubar o regime de forma violenta. Para além dos dois mencionados, também Haeften, Trott, Reichwein, Leber, Gerstenmaier, van Husen, Lukaschek e Steltzer participaram ativamente neste plano de preparação e/ou realização do atentado de 20 de julho de 1944.
Após o fracasso do atentado, Yorck, Gerstenmaier e Lukaschek foram presos ainda nessa mesma noite. Seguiram-se Haeften (23 de julho), Trott (25 de julho), Delp (28 de julho), Steltzer (1 de agosto), Haubach (9 de agosto), van Husen (agosto) e Rösch (11 de janeiro de 1945). Lothar König conseguiu escapar à sua iminente detenção, Einsiedel e Trotha não foram incomodados, embora os seus nomes tivessem ficado conhecidos. Poelchau, Gablentz e Peters nunca foram detetados. Moltke (cuja libertação estava a ser debatida antes do 20 de julho), Reichwein e Leber tinham já sido detidos antes.
Especialmente devido à ajuda de Harald Poelchau, que foi pastor da prisão em Tegel, foi possível aos detidos encontrarem-se e manter contacto com o mundo exterior. Assim, os Kreisauers conseguiram coordenar a linha de defesa. Concordaram em negar a participação ativa na tentativa de derrube, adotando a posição de que só tinham refletido sobre o assunto. Como a história mostrou, esta estratégia de pouco serviu durante os pseudo-julgamentos perante o Volksgerichthof (tribunal do povo). Os processos terminaram com a condenação à morte para Yorck, Haeften, Trott, Delp, Moltke, Reichwein, Leber e Haubach. Eugen Gerstenmaier foi condenado a uma pena de prisão, embora estivesse presente no Bendlerblock na noite do 20 de julho. Conseguiu, perante o tribunal, mostrar com sucesso que não tinha conhecimento do ato. A sorte de Lukaschek e van Husen foi a morte de Freisler – o juíz presidente - , pois assim foram condenados apenas a 3 anos de prisão. O processo de Rösch foi adiado e tornou-se obsoleto após o fim de guerra. Theodor Stelzer foi condenado à morte, mas absolvido após a intervenção noruegueso-sueca – a influência exercida por Felix Kersten sobre Himmler ajudou-o bastante.

## Influências nas visões dos Kreisauers
No capítulo sobre os membros do Círculo já foi feita uma categorização aproximada da proveniência social dos seus membros. Consegue-se reconhecer várias fases e fluxos nos currículos dos Kreisauers, que influenciaram as suas posturas. Como base comum é possível observar que muitos dos Kreisauers que entraram mais tarde no grupo tiveram como objetivo empenhar-se em movimentos criados para superar as contradições existentes antes, por exemplo, entre operários e a burguesia, o protestantismo e o catolicismo ou a Igreja e o socialismo. 
Como experiência principal tem de ser mencionada a Primeira Guerra Mundial, que influenciou especialmente os mais velhos. Todos os Kreisauers nascidos antes de 1900 tinham participado ativamente na Guerra, exceto Lukaschek. Nas trincheiras nivelaram-se as diferenças de classe, o companheirismo dos soldados não dependia da categorização de proveniência social. Adolf Reichwein escreveu posteriormente o seguinte em relação aos efeitos sociais da Grande Guerra: “A guerra moderna desorienta as próprias forças e as forças contrárias de tal maneira, que nenhuma parte consegue resistir-lhe sem passar por uma crise séria.” Porém também reconheceu as possibilidades que isso oferecia: “Esta crise abriga em si própria o momento realmente positivo da cultura de Guerra, na medida em que esta, como remédio contra si própria, dá início a reformas sociais. Se quisermos levar da Guerra algo de positivo para o período de paz, então temos de assegurar estas reformas.”

## Movimento juvenil
Já antes da Guerra se tinha formado um movimento juvenil com características de protesto romântico e anti-burguês. Este grupo social tinha-se expressado claramente contra o chauvinismo e o nacionalismo divulgado no Primeiro Dia da Juventude Livre Alemã de 1913 (Erster Freideutscher Jugendtag 1913), exigindo ao Imperador Guilherme II que mantivesse a paz ainda pouco antes do início da Primeira Guerra Mundial.
Embora várias associações se delimitassem depois desta posição, devido ao seu carácter elitista, grande parte delas tinha como objetivo superar as contradições sociais no império alemão, o que foi determinado por aquilo que elas entendiam por "povo".
Muitos dos Kreisauers que entraram mais tarde no Círculo participaram ativamente no movimento juvenil: Haubach e Mierendorff no Círculo Socialista de Hofgeismar, König e Delp no grupo católico da Nova Alemanha, Poelchau e Gerstenmaier em federações evangélicas e Reichwein, Trotha, Einsiedel e Gablentz em grupos da Juventude Livre Alemã.
Moltke esteve envolvido na criação dos campos de trabalho e do movimento de educação popular na Silésia, que se podem considerar parte do movimento estudantil, e no qual Einsiedel, Trotha, Peters, Lukaschek, Gablentz, Reichwein e Christiansen-Weniger também trabalharam. A Silésia foi divida entre a Alemanha e a Polónia após a Primeira Guerra mundial, embora quase toda a indústria ficasse para a Polónia. Para além dos problemas económicos daí resultantes, houve um movimento de refugiados vindos do leste alemão de então. Já em 1926 tinha surgido em Löwenberg uma iniciativa, que ficou a ser conhecida e denominada por “Löwenberger Arbeitsgemeinschaft” ou “Boberhauskreis”. Os objetivos desta iniciativa foram a manutenção de contactos com alemães que estavam fora do país e a junção de vários grupos sociais. O cérebro deste grupo de trabalho foi o professor Eugen Rosenstock-Huessy, natural de Breslau. Os campos de trabalho foram realizados segundo os seus planos; neles, trabalhadores, estudantes e camponeses encontravam-se com o objetivo de trabalhar e assistir a palestras em conjunto. Além deste tipo de trabalho que, em primeiro lugar, visava juntar jovens de diferentes classes sociais, também foram realizadas as chamadas "Führerbewegungen". Tratava-se de reuniões onde os jovens se encontravam com pessoas mais velhas e com pessoas em posições de liderança. O objetivo foi impedir o isolamento do grupo de jovens em relação aos mais velhos. O movimento de trabalhadores da Silésia encontrou na Alemanha alguns imitadores, no entanto já existiam diferenças no grupo silésio a partir de 1930. Especialmente nos grupos socialistas, mas também nos grupos ligados à Igreja e à Indústria, sempre houve receios em relação à iniciativa, vindo estes a retirarem-se no início dos anos 30, não a apoiando mais. Depois da subida ao poder dos nacional-socialistas, o líder do movimento dos campos de trabalho foi afastado – Rosenstock-Huessy era de origem judaica e viria a eimigrar para os EUA. 

## Socialismo religioso
O movimento do socialismo religioso foi a tentativa de ultrapassar as posições contrárias entre a religião e o socialismo. O representante mais importante do socialismo religioso, que se encontrava principalmente no lado protestante, foi o filósofo e teólogo Paul Tillich, natural de Brandemburgo. Harald Poelchau tinha-o, por exemplo, como professor em Marburgo. Trotha e Einsiedel assistiram às aulas de Adolf Löwe, um conhecido representante do socialismo religioso. Os membros deste movimento não tentaram estabelecer uma síntese entre o socialismo e a religião. O movimento fora criado por motivos éticos e escatológicos - uma nova ordem tinha de ser estabelecida na qual o socialismo não devia ser só um movimento dos trabalhadores, mas também um ideal ético a nível global.  A estrutura empresarial do capitalismo era rejeitada pelos socialistas religiosos. Em vez de reduzir os sintomas – a miséria económica de largos estratos sociais – devia ser eliminada a base que representava o capitalismo.  
No órgão de comunicação dos socialistas religiosos, as chamadas “Novas Folhas para o Socialismo” (Neue Blätter für den Sozialismus), Poelchau e Adam von Trott und Solz publicaram conteúdos editoriais. Ao conselho executivo pertenciam Reichwein, Haubach e Mierendorff (futuros Kreisauers). Nesta revista, os acima mencionados encontraram-se com 4 líderes do futuro grupo de resistência da esquerda socialista chamado “Roter Stoßtrupp”. Estas relações mantiveram-se por exemplo por intermédio de Curt Bley e Adam von Trott zu Solz também durante o Terceiro Reich e levaram a certas sobreposições temáticas de ambos os grupos da resistência. 

## Doutrina social da Igreja (Católica)
A questão social também teve uma grande importância na Igreja Católica. No século XIX, alguns pioneiros do catolicismo como Adolph Kolping ou o Bispo Ketteler tinham-se ocupado com os problemas sociais causados pela industrialização. Para a posição da Igreja foram de grande importância as duas encíclicas sociais Rerum Novarum (1891) e Quadragesimo anno (1931). Embora o socialismo fosse rejeitado em ambas as encíclicas, as posições do socialismo e do catolicismo aproximaram-se em algumas áreas. Isto deve-se ao facto de vários dogmas socialistas terem sido abandonados após o partido social-democrata alemão (SPD) se ter tornado um partido de Estado. Para além do socialismo, o capitalismo e/ou liberalismo, também foi visto de forma crítica. Os líderes intelectuais do catolicismo alegaram que o trabalho da Igreja num sistema capitalista só combatia os sintomas, ou seja, aliviava os efeitos do capitalismo (empobrecimento económico extremo), não sendo possível uma intervenção profunda. Por isso, o capitalismo também foi considerado um sistema a superar. A Ordem dos Jesuítas foi pioneira na questão social e também na aproximação de visões socialistas ou do socialismo religioso. O especialista em ética social, o Jesuíta Gustav Gundlach, por exemplo, foi responsável pela elaboração da encíclica “Quadragesimo anno”. Neste segundo documento sobre a questão social, a Santa Sé enfatizou que o ser humano é igualmente indivíduo e também parte de uma comunidade. Assim, foram rejeitadas tanto ideias estritamente individualistas como estritamente coletivistas. 

## Os planos do Círculo de Kreisau
As ideias e os planos para uma nova ordem desenvolvidos no Círculo de Kreisau baseiam-se em vários princípios fundamentais. 
Já em 1939/1940 Moltke formulou no seu memorando “Die kleinen Gemeinschaften” (As pequenas comunidades) a ideia fundamental de uma reconstrução da sociedade a partir de baixo para cima; o futuro Estado devia ser construído na base de unidades administrativas autónomas/autárquicas. Esta ideia, que se assemelha ao princípio de subsidiariedade representado pelo catolicismo, representa uma defesa radical em relação ao Estado autoritário e atravessa todos os temas discutidos no Círculo de Kreisau. Estreitamente ligada a isto está a ênfase dada a um tipo moderado de individualismo, que se dirigia contra as ideias do coletivismo (nacional-socialista) e contra a uniformização da sociedade urbana industrializada. No centro de todas as considerações estava o ser humano, cuja liberdade devia ser assegurada tanto quanto possível pelo novo Estado. 
Enquanto os pontos anteriormente referidos apontam para o interior, ou seja, a estruturação do Estado alemão, o terceiro princípio base refere-se ao exterior, nomeadamente ao envolvimento do império alemão a nível internacional. Os Kreisauers defendiam de forma firme uma orientação europeia, que se refletiu a nível prático nos vários contactos com os grupos de resistência estrangeiros. O nacionalismo era visto como um princípio obsoleto, que mostrara ser uma solução não compatível com os problemas da Europa continental. Queria criar-se assim no Círculo uma conexão europeia com uma base ideológica comum – o cristianismo. Desta forma, os problemas das minorias étnicas, que já existiam durante a república de Weimar, tinham de ser resolvidos e esperava-se banir o perigo da guerra através de uma interação europeia, especialmente na área da economia. O precursor mais radical neste contexto foi Moltke, que esperava a implementação de um Estado federal europeu, no qual antigos Estados nacionais só representariam uma estrutura administrativa não-soberana. 

## Memorial
A herdade de Kreisau na aldeia polaca de Krzyzova (Krzyżowa) foi transformada na Casa Internacional de Encontro de Jovens de Kreisau (Internationale Jugendbegegnungsstätte Kreisau) após 1989. No antigo castelo, encontra-se uma exposição sobre o Círculo de Kreisau e sobre outros movimentos de resistência do século XX. A Casa Internacional de Encontro de Jovens promove o intercâmbio entre pessoas de diferentes origens sociais, religiosas e nacionais, e pretende reforçar o estabelecimento de pontes entre o leste e oeste da Europa. 

## Trivia
O Círculo de Kreisau foi incluído como movimento de resistência armado na cidade fictícia de Isenstadt no jogo de computador "Wolfenstein" (2009), apoiando aí o protagonista norte-americano, embora na realidade nenhuma ação armada ou militarista tenha emanado deste movimento de resistência.